# Anopeltis
Anopeltis es un género de hongos perteneciente a la familia Capnodiaceae. Es un género monotípico, que contiene la única especie Anopeltis venezuelensis.